# Dischides prionotus
Dischides prionotus är en blötdjursart som först beskrevs av Watson 1879.  Dischides prionotus ingår i släktet Dischides och familjen Gadilidae. Inga underarter finns listade i Catalogue of Life.